# Federica Zandegiacomo
Federica Zandegiacomo Mistrotofolo (Pieve di Cadore, 24 aprile 1985) è un'ex hockeista su ghiaccio italiana.
Ha vinto per cinque volte lo scudetto: per quattro volte con l'Agordo (2002-2003, 2006-2007, 2007-2008 e 2008-2009) e una con l'Alleghe Girls (2018-2019). 
Con la nazionale ha disputato sedici edizioni dei mondiali.